# Bjarki Sigurðsson
Bjarki Sigurðsson (* 16. November 1967) ist ein ehemaliger isländischer Handballspieler. Seit seinem Karriereende ist er als Handballtrainer tätig.

## Leben
Der 1,86 m große und 76 kg schwere Linkshänder spielte auf Rechtsaußen. Mit der Isländischen Nationalmannschaft nahm er an den Olympischen Spielen 1988 teil und belegte den achten Platz. Bei der Weltmeisterschaft 1993 wurde er ins All-Star-Team gewählt. Er bestritt 228 Länderspiele, in denen er 575 Tore erzielte. Während seiner Karriere lief er für die Vereinsmannschaften von Víkingur, Aftureldingar, Drammen HK und FH Hafnarfjörður auf.
Bjarki Sigurðsson trainierte zwischen 2000 und 2002 sowie 2006 und 2008 den Verein Aftureldingar. Im Jahr 2010 übernahm er das Traineramt von ÍR Reykjavík.